# Фонд первого Президента России Б. Н. Ельцина
Фонд первого Президента России Б. Н. Ельцина (Фонд Ельцина) — благотворительный фонд, основанный в ноябре 2000 года.

## Деятельность
Заявленные цели фонда: поддержка молодых талантов, общественно-политические исследования в России и популяризация деятельности Бориса Николаевича Ельцина.
Основные проекты фонда: выплата стипендий лучшим студентам Уральского государственного технического университета (в настоящее время — Уральского федерального университета) и начинающим теннисистам, создание архива Конституции России и Уральского центра Б. Н. Ельцина.
В 2008 году был создан государственный фонд «Президентский центр Б. Н. Ельцина», который часто путают с Фондом Ельцина.
У фонда действует филиал в Екатеринбурге — фонд «Уральский центр Б. Н. Ельцина», который возглавляет Анатолий Дмитриевич Кириллов.

## Руководство и учредители

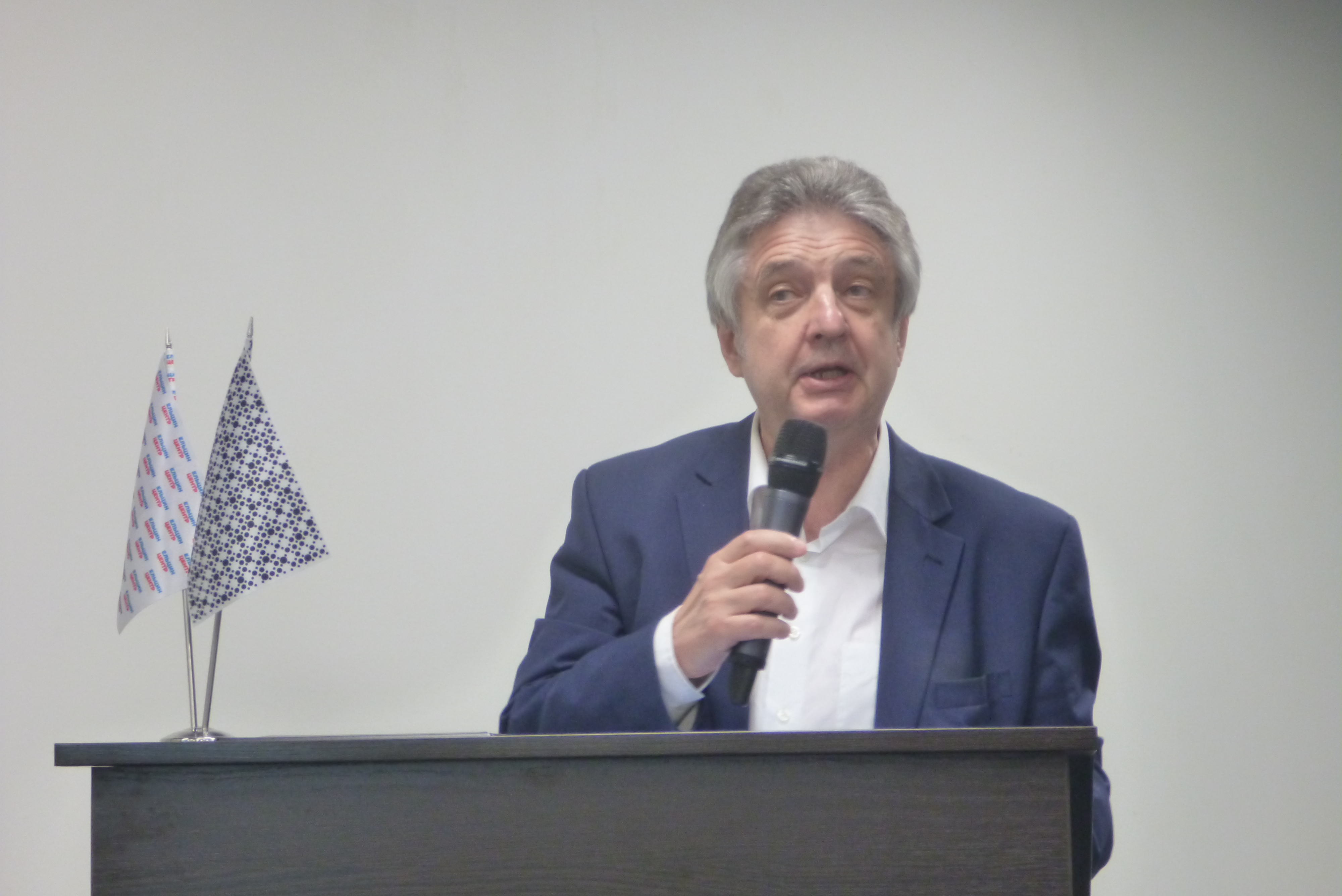
Евгений Волк в Ельцин-центре, 25 июня 2019 года

Учредители — Александр Волошин, Анатолий Чубайс, Валентин Юмашев, Татьяна Юмашева и Виктор Черномырдин.
Фонд возглавляет директор — Татьяна Борисовна Юмашева. Заместителем директора является Евгений Степанович Волк.